# Vaux-en-Pré
Vaux-en-Pré ist eine französische Gemeinde mit 77 Einwohnern (Stand: 1. Januar 2022) im Département Saône-et-Loire in der Region Bourgogne-Franche-Comté (vor 2016 Bourgogne); sie gehört zum Arrondissement Chalon-sur-Saône und ist Teil des Kantons Cluny (bis 2015 Mont-Saint-Vincent). 

## Geografie
Vaux-en-Pré liegt etwa 26 Kilometer südwestlich von Chalon-sur-Saône. Umgeben wird Vaux-en-Pré von den Nachbargemeinden Genouilly im Norden und Nordwesten, Saint-Martin-du-Tartre im Norden und Nordosten, Saint-Maurice-des-Champs im Osten, Burnand im Süden und Südosten sowie Saint-Clément-sur-Guye im Süden und Westen.

## Bevölkerungsentwicklung
| Jahr      | 1962 | 1968 | 1975 | 1982 | 1990 | 1999 | 2006 | 2018 |
| Einwohner | 96   | 80   | 69   | 74   | 64   | 80   | 104  | 77   |

Quellen: Cassini und INSEE

## Sehenswürdigkeiten
- Kirche Saint-Roch aus dem 11./12. Jahrhundert, Monument historique seit 1954

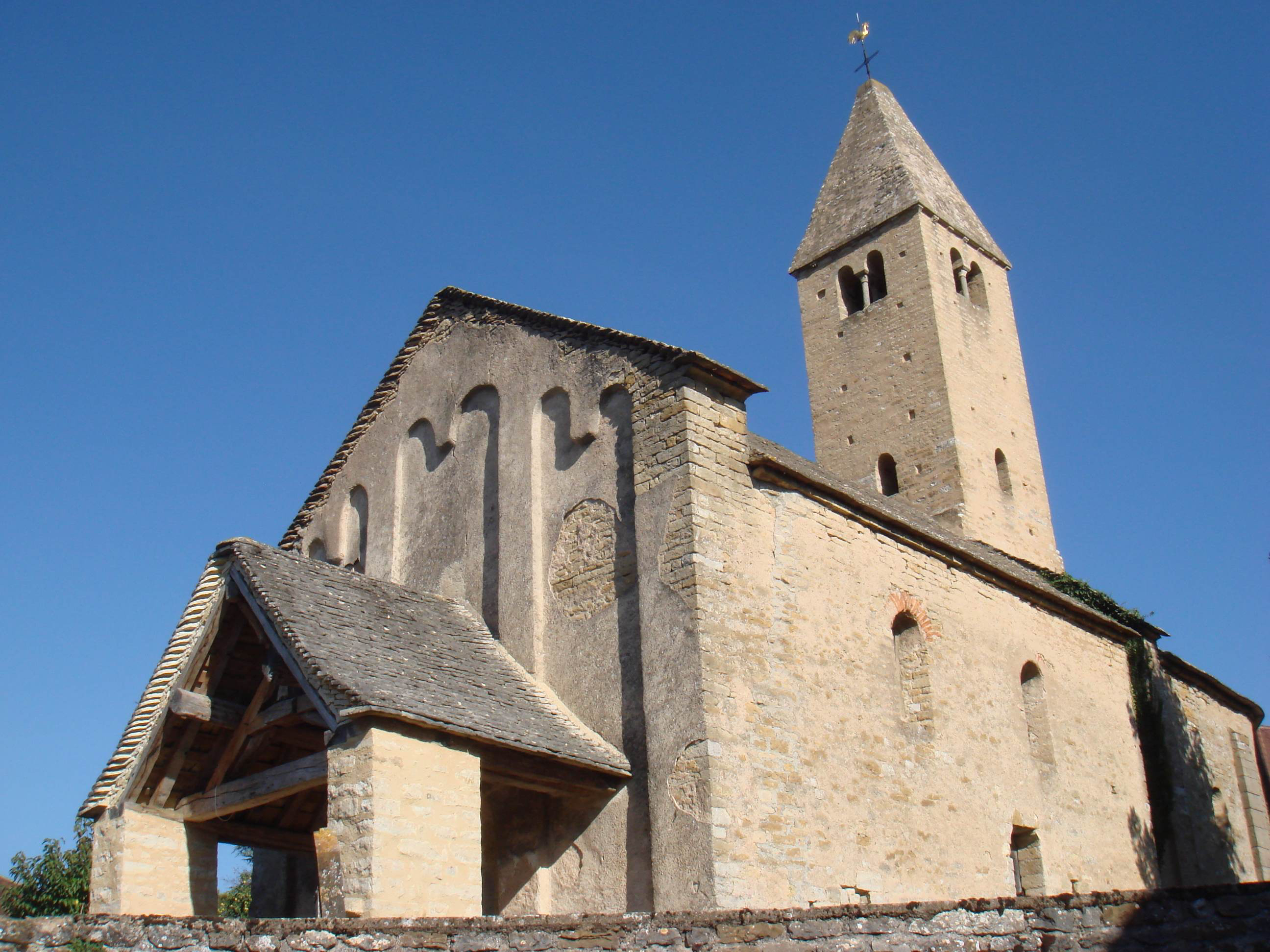
Kirche Saint-Roch